# SLC35A1
SLC35A1 (англ. Solute carrier family 35 member A1) – білок, який кодується однойменним геном, розташованим у людей на короткому плечі 6-ї хромосоми. Довжина поліпептидного ланцюга білка становить 337 амінокислот, а молекулярна маса — 36 779.
| 10         |  | 20         |  | 30         |  | 40         |  | 50         |
| ---------- |  | ---------- |  | ---------- |  | ---------- |  | ---------- |
| MAAPRDNVTL |  | LFKLYCLAVM |  | TLMAAVYTIA |  | LRYTRTSDKE |  | LYFSTTAVCI |
| TEVIKLLLSV |  | GILAKETGSL |  | GRFKASLREN |  | VLGSPKELLK |  | LSVPSLVYAV |
| QNNMAFLALS |  | NLDAAVYQVT |  | YQLKIPCTAL |  | CTVLMLNRTL |  | SKLQWVSVFM |
| LCAGVTLVQW |  | KPAQATKVVV |  | EQNPLLGFGA |  | IAIAVLCSGF |  | AGVYFEKVLK |
| SSDTSLWVRN |  | IQMYLSGIIV |  | TLAGVYLSDG |  | AEIKEKGFFY |  | GYTYYVWFVI |
| FLASVGGLYT |  | SVVVKYTDNI |  | MKGFSAAAAI |  | VLSTIASVML |  | FGLQITLTFA |
| LGTLLVCVSI |  | YLYGLPRQDT |  | TSIQQGETAS |  | KERVIGV    |  |            |

A: Аланін

C: Цистеїн

D: Аспарагінова кислота

E: Глутамінова кислота

F: Фенілаланін

G: Гліцин

I: Ізолейцин

K: Лізин

L: Лейцин

M: Метіонін

N: Аспарагін

P: Пролін

Q: Глутамін

R: Аргінін

S: Серин

T: Треонін

V: Валін

W: Триптофан

Задіяний у таких біологічних процесах, як транспорт, альтернативний сплайсинг. 
Локалізований у мембрані, апараті гольджі.